# Solfara Passo di Sciacca
La solfara Passo di Sciacca o miniera Passo di Sciacca  è una miniera di zolfo sita in provincia di Agrigento a nord-ovest di Cianciana, tra le meno produttive del comprensorio comunale.
La solfatara, già attiva nel 1839, risulta oggi abbandonata.